# Epipactis pupplingensis
Epipactis pupplingensis là một loài thực vật có hoa trong họ Lan. Loài này được K.P.Bell mô tả khoa học đầu tiên năm 1970.